# Serenity
Serenity és una pel·lícula estatunidenca de 2005, dels gèneres de ciència-ficció i wéstern, dirigida per Joss Whedon i adaptada de la sèrie de televisió Firefly. Ha estat doblada al català.
El film es va estrenar als Estats Units el 30 de setembre del 2005 a través d'Universal Pictures. Va rebre crítiques favorables i va obrir en la taquilla en segon lloc, recaptant 10.1 milions de dòlars en el seu primer cap de setmana, passant dues setmanes en la llista de les 10 cintes més taquilleres, i totalitzant un ingrés estatunidenc de 25,5 milions i 13,3 milions fora dels Estats Units.
Serenity va guanyar els premis al millor film de l'any de Film 2005 i FilmFocus. També va guanyar el "Millor Sci-Fi" per IGN Film, "Millor història" i finalista per "Millor cinta". A més va guanyar el Premi Nébula al millor guió del 2005, el títol de millor pel·lícula de ciència-ficció del 2005 en el setè lliurament anual de 'User Tomato Awards' a Rotten Tomatoes, el Spacey Award en el 2006 per millor pel·lícula, el Premi Hugo per millor presentació dramàtica del 2006 en format llarg i el Prometheus Award.
Entre els fans, la cinta es coneix normalment com la "Big Damn Movie" o "BDM" (abreujada), en referència a la línia de diàleg de l'episodi "Safe" de la sèrie Firefly en el qual Mal i Zoe es diuen a si mateixos "big damn heroes" després de rescatar a River i Simon. Serenity és l'excepció a la regla en la indústria, on sèries cancel·lades de televisió rarament continuen amb vida adaptades a la pantalla gran.
Situada en l'univers fictici de la cancel·lada sèrie televisiva de FOX Firefly, la història té lloc aproximadament dos mesos després dels esdeveniments de l'episodi final. En el film, Mal diu que Simon i River han estat en la nau vuit mesos. En l'episodi "Trash" de Firefly, Maudiu que va conèixer Saffron per primera vegada "com a mig any enrere". Per això, només dos mesos podien haver passat entre el final de la sèrie i el començament del film.

## Argument
500 anys en el futur, Serenity és la història d'un capità i tripulació, d'una nau de càrrega i transport de mercaderia entre planetes d'un sistema solar llunyà, portant contraban, armes i diners, operant al marge de la llei per sobreviure.
El capità i la segona al comandament són veterans de la Guerra d'Unificació dels planetes d'un sistema solar llunyà, havent lluitat del costat que va ser vençut per l'Aliança, les seves vides de criminals menors són interrompudes per una passatgera psíquica que guarda un perillós secret i és perseguida per l'Aliança.

## Repartiment
- Nathan Fillion: Malcolm "Mal" Reynolds
- Gina Torres: Zoë Alleyne Washburne
- Alan Tudyk: Hoban Washburne
- Morena Baccarin: Inara Serra
- Adam Baldwin: Jayne Cobb
- Jewel Staite: Kaylee Frye
- Sean Maher: el Dr. Simon Tam
- Summer Glau: River Tam
- Ron Glass: Pastor Derrial Book
- Chiwetel Ejiofor: The Operative
- David Krumholtz: Mr. Universe

## Crítica
- "Són els 'cavallers del Rei Artur', o 'Els dotze del patíbul', o 'Robin Hood i els seus homes'... diables! són fins i tot 'Seinfeld'. I no importa el que se'ls posi per davant, malediccions post-apocalíptiques o pessimistes, aquesta banda d'assaltants de la galàxia és pura diversió visual"[7]
- "Més divertida que qualsevol pel·lícula de gran pressupost d'aquest passat estiu"[8]
- "Si ets novell, aquesta és una valenta introducció al món de Whedon, a més de la més divertida pel·lícula de ciència-ficció de l'any. I si ja ets un devot, aquesta és la magnífica tornada per la qual sospiraves. (...) Puntuació: ★★★★ (sobre 5)."[9]
- "Serenity està feta de dubtosos però energètics efectes especials, trepidant velocitat, molta imaginació, una mica d'enginy verbal i una mica de sàtira política (...) Puntuació: ★★★ (sobre 4)."[10]